# 克拉斯諾耶湖 (克里米亞)
46°0′0″N 33°50′40″E / 46.00000°N 33.84444°E
克拉斯諾耶湖（俄语：Красное озеро），是烏克蘭的湖泊，位於該國南部，長13.5公里、寬1.6公里，面積23.4平方公里，平均水深1.5米，最大水深3米。